# Nemzetközi Labdarúgás-történeti és -statisztikai Szövetség

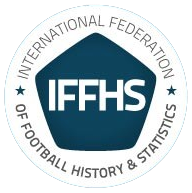
A szövetség logója

A Nemzetközi Labdarúgás-történeti és -statisztikai Szövetség (angolul: International Federation of Football History & Statistics, IFFHS) egy szervezet, amely a labdarúgás történetét krónikázza. 1984-ben alapították, székhelye Bonnban, Németországban van.

## Rangsorolás
1991 óta havonta létrehozzák a klub világranglistát.
A rangsor szempontja az előző 12 hónap eredményei az európai és nemzetközi rendezvényeken, a nemzeti bajnokság mérkőzései (a rájátszást tartalmazva) és a legfontosabb nemzetközi kupa (a legjobb 16 közé jutás előtti pontokat kivéve).
Minden ország 4 szintre van osztva arányosan, a kiindulópont a nemzeti bajnokság teljesítménye – a klubok a legmagasabb szintű bajnokságokban 4 pontot kapnak minden győztes mérkőzésért, 2 pontot a döntetlenért és 0-t a vereségért. A második szinten a kijelölés 3 pont (győzelem), 1.5 pont (döntetlen) és 0 (vereség), és így megy a következő alacsonyabb szint felé.
Az európai rendezvényeken minden klub azonos számú pontot kap figyelmen kívül hagyva a teljesítményt a saját bajnokságukban. Azonban az UEFA Bajnokok Ligájának, és a Copa Libertadoresnek több a ponthozama, mint a kisebb rendezvényeknek, az UEFA Kupának és a Copa Sudamericanának. A pontozási rendszer alacsonyabb Afrikában, Ázsiában, a CONCACAF és az Óceánia kontinentális tornáin. A kontinensek közötti rendezvényeket a fontosságuktól függően értékelik. A nem a kontinens szövetsége által rendezett tornák, vagy bármely FIFA által nem elismert nemzetközi esemény nem részt vevő tényező.

### Top 10
2013. január 1. – 2013. december 31. között
1. FC Bayern München - 370,0
2. Real Madrid CF - 290,0
3. Chelsea FC - 273,0
4. Atlético de Madrid - 251,0
5. FC Barcelona - 247,0
6. Paris Saint-Germain FC - 240,0
7. FC Basel - 239,0
8. Clube Atlético Mineiro - 238,0
9. Tottenham Hotspur FC - 238,0
10. SL Benfica - 232,0

### Az év klubcsapata
- 1991 –  AS Roma
- 1992 –  Ajax Amsterdam
- 1993 –  Juventus
- 1994 –  Paris Saint-Germain FC
- 1995 –  AC Milan
- 1996 –  Juventus
- 1997 –  FC Barcelona
- 1998 –  Internazionale
- 1999 –  Manchester United
- 2000 –  Real Madrid
- 2001 –  Liverpool FC
- 2002 –  Real Madrid
- 2003 –  AC Milan
- 2004 –  Valencia CF
- 2005 –  Liverpool FC
- 2006 –  Sevilla FC
- 2007 –  Sevilla FC
- 2008 –  Manchester United
- 2009 –  FC Barcelona
- 2010 –  Internazionale
- 2011 –  FC Barcelona
- 2012 –  FC Barcelona
- 2013 –  FC Bayern München

## Játékvezetők ranglistája
1986-ig csak feltételezésekkel határozhatjuk meg a világ mindenkori legjobb játékvezetőit. Az IFFHS-nél 1987 óta tartanak szavazást az év legjobb játékvezetői címre. A voksolás során újságírókat és 81 ország szakértőit kérdezik meg. Minden szavazó 10 szavazatot adhat le, azaz 10 pontot adhat az elsőnek és egyet a tizediknek. Az összesített nevek és szavazatok alapján állítják össze a TOP 10 játékvezető helyezési listáját.

### Rangsor 2013
1. Howard Webb - 102
2. Nicola Rizzoli - 82
3. Viktor Kassai - 53
4. Felix Brych - 42
5. Cüneyt Çakır - 40
6. Björn Kuipers - 38
7. Pedro Proença - 35
8. Ravshan Ermatov - 29
9. Carlos Velasco Carballo - 22
10. Gianluca Rocchi - 17

## Külső linkek
- Hivatalos honlap
- Éves díjak
- TÖRTÉNELMI JÁTÉKOSOK